# Arrondissement Orléans
Das Arrondissement Orléans ist eine Verwaltungseinheit im Département Loiret in der französischen Region Centre-Val de Loire. Präfektur ist Orléans.
Im Arrondissement liegen 15 Wahlkreise (Kantone) und 121 Gemeinden.

## Wahlkreise
| - Kanton Beaugency - Kanton Châteauneuf-sur-Loire - Kanton Fleury-les-Aubrais - Kanton La Ferté-Saint-Aubin - Kanton Meung-sur-Loire - Kanton Olivet - Kanton Orléans-1 - Kanton Orléans-2 | - Kanton Orléans-3 - Kanton Orléans-4 - Kanton Pithiviers (mit 5 von 35 Gemeinden) - Kanton Saint-Jean-de-Braye - Kanton Saint-Jean-de-la-Ruelle - Kanton Saint-Jean-le-Blanc - Kanton Sully-sur-Loire (mit 18 von 23 Gemeinden) |

## Gemeinden
Die Gemeinden des Arrondissements Orléans sind:
| 1. Ardon (45006)                    | 2. Artenay (45008)                   | 3. Baccon (45019)                      | 4. Baule (45024)                     |
| 5. Beaugency (45028)                | 6. Boigny-sur-Bionne (45034)         | 7. Bonnée (45039)                      | 8. Bou (45043)                       |
| 9. Bougy-lez-Neuville (45044)       | 10. Boulay-les-Barres (45046)        | 11. Bouzy-la-Forêt (45049)             | 12. Bray-Saint-Aignan (45051)        |
| 13. Bricy (45055)                   | 14. Bucy-le-Roi (45058)              | 15. Bucy-Saint-Liphard (45059)         | 16. Cercottes (45062)                |
| 17. Cerdon (45063)                  | 18. Chaingy (45067)                  | 19. Chanteau (45072)                   | 20. Charsonville (45081)             |
| 21. Châteauneuf-sur-Loire (45082)   | 22. Chécy (45089)                    | 23. Chevilly (45093)                   | 24. Cléry-Saint-André (45098)        |
| 25. Coinces (45099)                 | 26. Combleux (45100)                 | 27. Combreux (45101)                   | 28. Coulmiers (45109)                |
| 29. Cravant (45116)                 | 30. Dampierre-en-Burly (45122)       | 31. Darvoy (45123)                     | 32. Donnery (45126)                  |
| 33. Dry (45130)                     | 34. Épieds-en-Beauce (45134)         | 35. Fay-aux-Loges (45142)              | 36. Férolles (45144)                 |
| 37. Fleury-les-Aubrais (45147)      | 38. Gémigny (45152)                  | 39. Germigny-des-Prés (45153)          | 40. Gidy (45154)                     |
| 41. Guilly (45164)                  | 42. Huêtre (45166)                   | 43. Huisseau-sur-Mauves (45167)        | 44. Ingrannes (45168)                |
| 45. Ingré (45169)                   | 46. Isdes (45171)                    | 47. Jargeau (45173)                    | 48. Jouy-le-Potier (45175)           |
| 49. La Chapelle-Onzerain (45074)    | 50. La Chapelle-Saint-Mesmin (45075) | 51. La Ferté-Saint-Aubin (45146)       | 52. Lailly-en-Val (45179)            |
| 53. Le Bardon (45020)               | 54. Les Bordes (45042)               | 55. Ligny-le-Ribault (45182)           | 56. Lion-en-Beauce (45183)           |
| 57. Lion-en-Sullias (45184)         | 58. Loury (45188)                    | 59. Marcilly-en-Villette (45193)       | 60. Mardié (45194)                   |
| 61. Mareau-aux-Prés (45196)         | 62. Marigny-les-Usages (45197)       | 63. Ménestreau-en-Villette (45200)     | 64. Messas (45202)                   |
| 65. Meung-sur-Loire (45203)         | 66. Mézières-lez-Cléry (45204)       | 67. Montigny (45214)                   | 68. Neuville-aux-Bois (45224)        |
| 69. Neuvy-en-Sullias (45226)        | 70. Olivet (45232)                   | 71. Orléans (45234)                    | 72. Ormes (45235)                    |
| 73. Ouvrouer-les-Champs (45241)     | 74. Ouzouer-sur-Loire (45244)        | 75. Patay (45248)                      | 76. Rebréchien (45261)               |
| 77. Rouvray-Sainte-Croix (45262)    | 78. Rozières-en-Beauce (45264)       | 79. Ruan (45266)                       | 80. Saint-Aignan-le-Jaillard (45268) |
| 81. Saint-Ay (45269)                | 82. Saint-Benoît-sur-Loire (45270)   | 83. Saint-Cyr-en-Val (45272)           | 84. Saint-Denis-de-l’Hôtel (45273)   |
| 85. Saint-Denis-en-Val (45274)      | 86. Saint-Florent (45277)            | 87. Saint-Hilaire-Saint-Mesmin (45282) | 88. Saint-Jean-de-Braye (45284)      |
| 89. Saint-Jean-de-la-Ruelle (45285) | 90. Saint-Jean-le-Blanc (45286)      | 91. Saint-Lyé-la-Forêt (45289)         | 92. Saint-Martin-d’Abbat (45290)     |
| 93. Saint-Péravy-la-Colombe (45296) | 94. Saint-Père-sur-Loire (45297)     | 95. Saint-Pryvé-Saint-Mesmin (45298)   | 96. Saint-Sigismond (45299)          |
| 97. Sandillon (45300)               | 98. Saran (45302)                    | 99. Seichebrières (45305)              | 100. Semoy (45308)                   |
| 101. Sennely (45309)                | 102. Sigloy (45311)                  | 103. Sougy (45313)                     | 104. Sully-la-Chapelle (45314)       |
| 105. Sully-sur-Loire (45315)        | 106. Sury-aux-Bois (45316)           | 107. Tavers (45317)                    | 108. Tigy (45324)                    |
| 109. Tournoisis (45326)             | 110. Traînou (45327)                 | 111. Trinay (45330)                    | 112. Vannes-sur-Cosson (45331)       |
| 113. Vennecy (45333)                | 114. Vienne-en-Val (45335)           | 115. Viglain (45336)                   | 116. Villamblain (45337)             |
| 117. Villemurlin (45340)            | 118. Villeneuve-sur-Conie (45341)    | 119. Villereau (45342)                 | 120. Villorceau (45344)              |
| 121. Vitry-aux-Loges (45346)        |                                      |                                        |                                      |

## Neuordnung der Arrondissements 2017

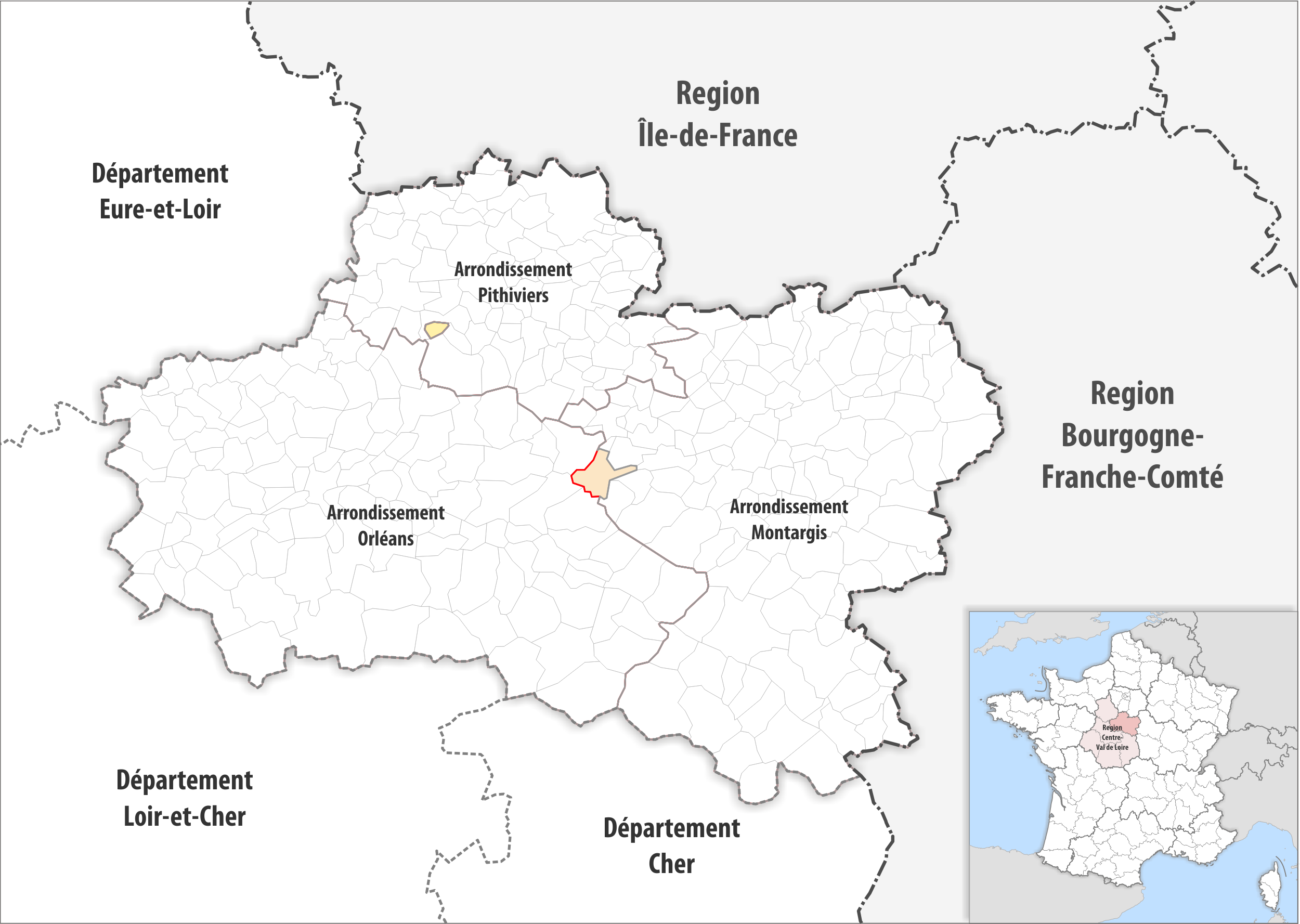
Arrondissementsanpassungen im Jahr 2017

Durch die Neuordnung der Arrondissements im Jahr 2017 wechselte die Gemeinde Châtenoy vom Arrondissement Orléans zum Arrondissement Montargis.
Dafür wechselte die Gemeinde Montigny vom Arrondissement Pithiviers zum Arrondissement Orléans.

## Ehemalige Gemeinden seit der landesweiten Neuordnung der Kantone
bis 2017: Bray-en-Val, Saint-Aignan-des-Gués

## Reformen der 1970er Jahre
Die Reform hat die Grenzen des Arrondissement nicht verändert, es wurden lediglich einige Kantone neu zugeschnitten.
Neu geschaffene Kantone sind:
Chécy, Fleury-les-Aubrais, Ingré, Olivet, Orléans-Bannier, Orléans-Bourgogne, Orléans-Carmes, Orléans-La Source, Orléans-Saint-Marc-Argonne, Orléans-Saint-Marceau, Saint-Jean-de-Braye, Saint-Jean-de-la-Ruelle
Aufgelöst wurden die Kantone:
Orléans-Est, Orléans-Ouest, Orléans-Nord-Est, Orléans-Nord-Ouest, Orléans-Sud

## Reform von 1926
Bei der allgemeinen Neufassung der Arrondissements im Jahr 1926 wurden die Arrondissements Gien und Pithiviers aufgelöst. Eine weitere Reform 1942 stellte das Arrondissement Pithiviers wieder her.
Dem Arrondissement Orléans wurden 1926 angegliedert:
- dauerhaft: Kanton Ouzouer-sur-Loire und Kanton Sully-sur-Loire (aus dem Arrondissement Gien herausgelöst, während die drei übrigen Kantone dem Arrondissement Montargis zugeschlagen wurden)
- 1926–1942: Kanton Malesherbes, Kanton Outarville und Kanton Pithiviers (aus dem Arrondissement Pithiviers herausgelöst, während zwei weitere Kantone – ebenfalls für diese Zeit – dem Arrondissement Montargis zugeschlagen wurden)